# 沃納維爾 (內布拉斯加州)
沃納維爾（英語：Warnerville）是位於美國內布拉斯加州麥迪遜縣的非建制地區。

## 歷史
沃納維爾的郵局於1887年設立，其後於1917年停運。

## 地理
沃納維爾所處的海拔為高於海平面491米（即1611英呎），而該地所採用的時區為UTC-6，即北美中部时区（CST）。同時該地設有夏令時間，為UTC-6調快一小時，即UTC-5（CDT）。